# Municipio de Crane Creek (Misuri)
El municipio de Crane Creek (en inglés: Crane Creek Township) es un municipio ubicado en el condado de Barry en el estado estadounidense de Misuri. En el año 2010 tenía una población de 938 habitantes y una densidad poblacional de 12,86 personas por km².

## Geografía
El municipio de Crane Creek se encuentra ubicado en las coordenadas 36°52′31″N 93°39′3″O / 36.87528, -93.65083. Según la Oficina del Censo de los Estados Unidos, el municipio tiene una superficie total de 72.97 km², de la cual 72,94 km² corresponden a tierra firme y (0,04 %) 0,03 km² es agua.

## Demografía
Según el censo de 2010, había 938 personas residiendo en el municipio de Crane Creek. La densidad de población era de 12,86 hab./km². De los 938 habitantes, el municipio de Crane Creek estaba compuesto por el 95,84 % blancos, el 0,43 % eran amerindios, el 0,75 % eran asiáticos, el 1,6 % eran de otras razas y el 1,39 % eran de una mezcla de razas. Del total de la población el 2,56 % eran hispanos o latinos de cualquier raza.